# Karmelietenklooster (Wandre)
Het voormalig Karmelietenklooster is een bouwwerk, gelegen in het tot de gemeente Luik behorende dorp Wandre, aan de Rue de la Xhavée 85, in het gehucht La Xhavée.
Het oogt als een bakstenen woonhuis met kalkstenen hoekbanden. In muurankers is het jaartal 1668 te vinden en ook is er een Lotharings Kruis aangebracht.
Gezien het feit dat de Ongeschoeide Karmelieten vanaf 1685 de naastgelegen Onze-Lieve-Vrouw-van-de-berg-Karmelkerk gebruikten betekent dat dezen dit huis gedurende lange tijd als klooster hebben benut.
De vensters in de bovenverdieping zijn in de 18e eeuw aangebracht, maar de indeling van de benedenverdieping is, na de opheffing van het klooster omstreeks 1796, sterk gewijzigd.